# Alcindo de Figueiredo Baena
Alcindo de Figueiredo Baena (Valença, RJ, 28 de fevereiro de 1889 – Rio de Janeiro, 13 de julho de 1968) foi um médico brasileiro.
Foi eleito membro da Academia Nacional de Medicina em 1927, ocupando a Cadeira 62, que tem Augusto Brant Paes Leme como patrono.